# Ralliart

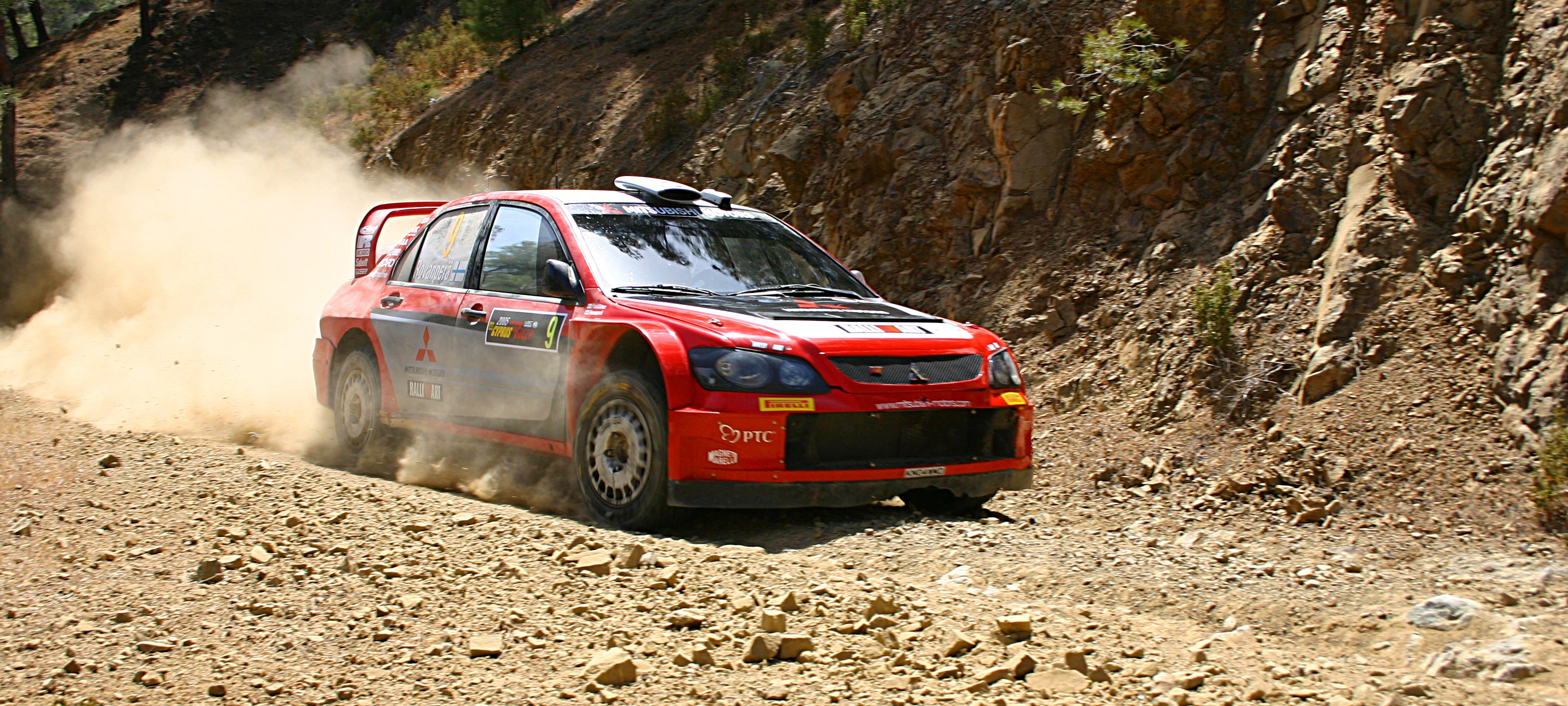
Mitsubishi Lancer oficial de Harri Rovanperä en el Rally de Chipre de 2005.

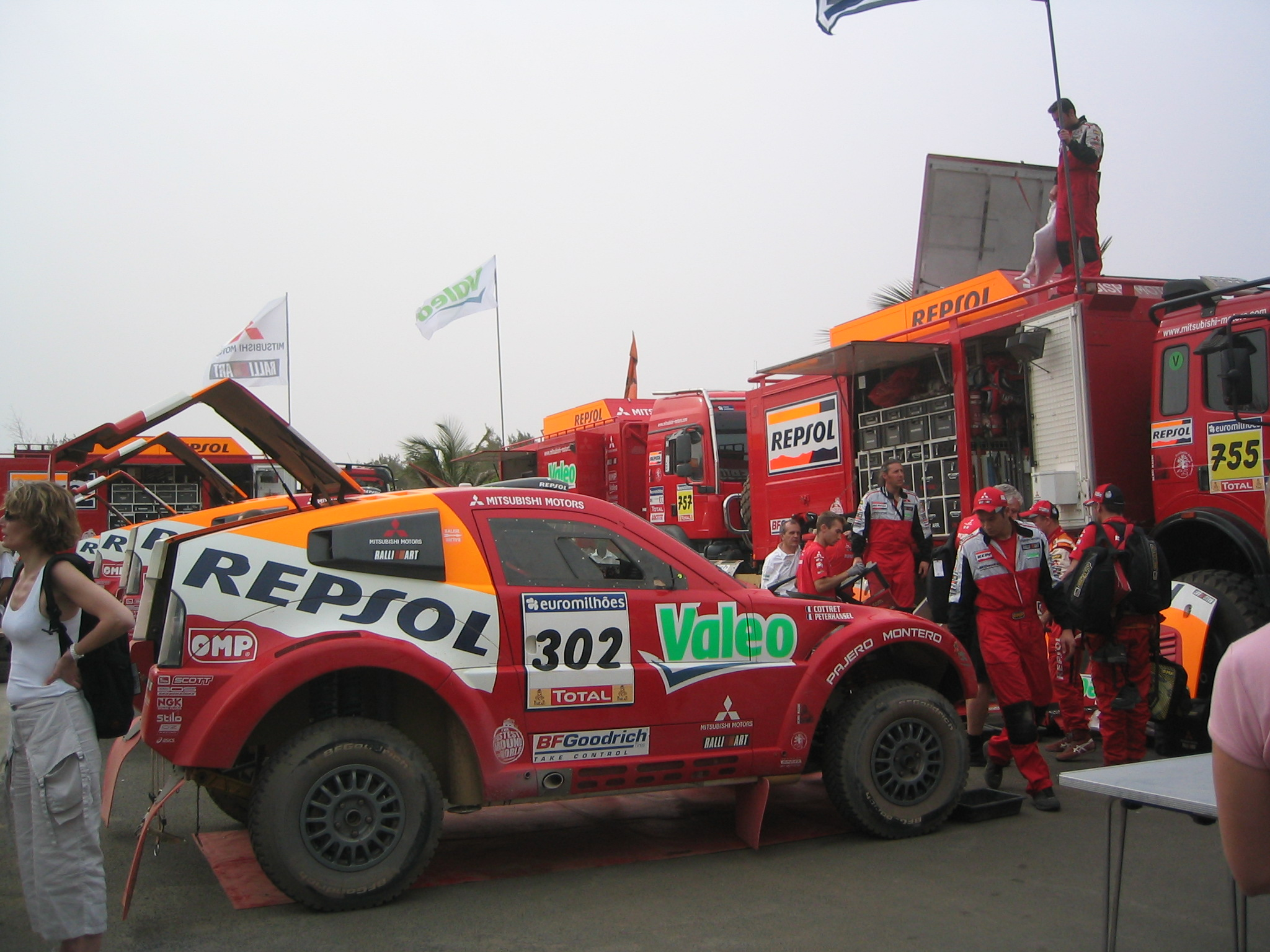
Mitsubishi Pajero oficial de Stéphane Peterhansel en el Rally Dakar de 2007.

Ralliart es la división de alto rendimiento para deportes de motor de Mitsubishi Motors. Fue responsable del desarrollo y la preparación de las carreras de rally de la empresa y los vehículos todo terreno de carreras, así como el desarrollo de modelos de alto rendimiento y las piezas a disposición del público. Ralliart redujo su actividad en abril de 2010, a pesar de ello, la marca seguirá siendo utilizada por Mitsubishi.
Muchos concesionarios regionales se establecieron previamente. Ralliart Europa se estableció como Andrew Cowan Motorsports (ACMS) Ltd en 1983 por Andrew Cowan, un piloto del equipo Mitsubishi, que consiguió la victoria internacional en 1972 en el Southern Cross Rally. Su compañero de equipo en el mismo evento en 1975 y 1976, Doug Stewart, puso en marcha Ralliart Australia como el licenciatario oficial regional en 1988, tras 22 años de experiencia con los coches de la empresa. Los dos han servido posteriormente como base de operaciones para las actividades de los deportes de motor a nivel mundial de Mitsubishi, y se responsable de registro de MMC de rendimiento en las carreras off-road, incluyendo el campeonato de constructores de 1998 en el Campeonato del Mundo de Rallyes, cuatro conductores individuales de los Campeonatos de Tommi Mäkinen de 1996 a 1999, y un récord de doce victorias en el Rally Dakar desde 1982.
La compañía estableció Mitsubishi Motors Motor Sports en Trebur, Alemania en noviembre de 2002, y luego consolidó el licenciatario anteriormente independiente bajo este paraguas en el año 2003, la adquisición de ACMS Ltd de Cowan, mientras que Mitsubishi Motors Australia se hizo cargo de Stewart.

## Palmarés
- Campeonato del Mundo de Escuderías (1):
  - 1998,.

- Campeonato del Mundo de Pilotos (4):
  - 1996, 1997, 1998 y 1999.

## Resultados

### Temporada 2007
- Resultados última temporada.

| Año  | Vehículo                 | Pilotos           | 1      | 2       | 3       | 4   | 5       | 6   | 7     | 8      | 9       | 10  | 11    | 12  | 13  | 14  | 15  | 16  | Posi. | Puntos | Posi. | Puntos |
| ---- | ------------------------ | ----------------- | ------ | ------- | ------- | --- | ------- | --- | ----- | ------ | ------- | --- | ----- | --- | --- | --- | --- | --- | ----- | ------ | ----- | ------ |
| 2007 | Mitsubishi Lancer WRC 05 | Toni Gardemeister | MON 7  | SWE 6   | NOR Ret | MEX | POR DSQ | ARG | ITA 6 | GRE    | FIN     | GER | NZL   | ESP | FRA | JPN | IRL | GBR | 13º   | 10     | -     | -      |
| 2007 | Mitsubishi Lancer WRC 05 | Juho Hänninen     | MON    | SWE     | NOR 17  | MEX | POR     | ARG | ITA 8 | GRE    | FIN Ret | GER | NZL   | ESP | FRA | JPN | IRL | GBR | 22º   | 1      | -     | -      |
| 2007 | Mitsubishi Lancer WRC 05 | Urmo Aava         | MON    | SWE     | NOR     | MEX | POR     | ARG | ITA   | GRE 14 | FIN 7   | GER | NZL 8 | ESP | FRA | JPN | IRL | GBR | 19º   | 3      | -     | -      |
| 2007 | Mitsubishi Lancer WRC 05 | Xavier Pons       | MON 26 | SWE Ret | NOR 16  | MEX | POR     | ARG | ITA   | GRE    | FIN     | GER | NZL   | ESP | FRA | JPN | IRL | GBR | 17º   | 4      | -     | -      |
| 2007 | Mitsubishi Lancer WRC 05 | Kristian Sohlberg | MON    | SWE     | NOR     | MEX | POR     | ARG | ITA   | GRE    | FIN Ret | GER | NZL   | ESP | FRA | JPN | IRL | GBR | -     | 0      | -     | -      |
| 2007 | Mitsubishi Lancer WRC 05 | Armindo Araújo    | MON    | SWE     | NOR     | MEX | POR Ret | ARG | ITA   | GRE    | FIN     | GER | NZL   | ESP | FRA | JPN | IRL | GBR | -     | 0      | -     | -      |
| 2007 | Mitsubishi Lancer WRC 05 | Kaj Kuistila      | MON    | SWE     | NOR     | MEX | POR     | ARG | ITA   | GRE    | FIN 13  | GER | NZL   | ESP | FRA | JPN | IRL | GBR | -     | 0      | -     | -      |